# Les Hommes de Rose
Les Hommes de Rose est un feuilleton télévisé français en six épisodes de 52 minutes, créé par Maurice Cloche et diffusé à partir du 27 juillet 1978 sur TF1.

## Synopsis
Rose Dupuy est horticultrice et tient un commerce de fleurs sur les marchés en banlieue parisienne, elle héberge et emploie une jeune femme nommée Arlette qui l'épaule dans ses travaux manuels.
Elle a deux fils : Jean et Alain et elle vit dans le souvenir du père de ses deux fils disparu il y a quelques années. Quand elle parle de lui, elle le nomme «Le Capitaine».
Alain, un ingénieur venant d'essuyer une défaite lors d'un jeu télévisé ainsi qu'une rupture amoureuse, décide de partir à Cayenne sur les traces de ce père qu'ils n'ont jamais connu. Il s'appellerait Ange Pilati, un ex-bagnard ayant fait le reste de sa vie en Grèce, dont on apprendra plus tard son décès survenu entretemps. Quant à Jean, il est chauffeur routier «lignard» entre Paris et le Moyen-Orient au service des transports Larmié qu'il s'apprête à quitter, pour monter sa propre société de transports en vue de parcourir les routes de cette mythique liaison à son compte et au volant de son premier camion, où de nombreuses aventures l'attendent.
Malgré les ambitions de Rose qui espérait toujours le meilleur pour ses deux fils, l'histoire se terminera autrement : Alain tout juste revenu de la Guyane Française, s'installe loin d'elle avec sa nouvelle épouse. Albert qui est le frère d'Arlette et qui travaille épisodiquement comme chauffeur pour Jean, meurt brûlé en sauvant un village de l'explosion d'un camion citerne accidenté. Ottavia, enceinte du défunt choisira de rester avec Rose malgré la demande en mariage de Donatien, un autre chauffeur routier pris sous l'aile de Jean. Arlette a suivi de son côté au nez et à la barbe de tous, une formation lui permettant d'obtenir ses permis poids-lourds et un certificat d'apprentissage des bases du métier, dans l'espoir d'être intégrée dans l'entreprise de Jean... ce dernier lui refusera son embauche malgré ses capacités à conduire un véhicule lourd articulé, et c'est pourtant dans les bras de cette jeune femme qu'il finira par trouver l'amour.

## Distribution
- Dora Doll : Rose Dupuy
- Jean-Pierre Castaldi : Jean Dupuy
- Yves-Marie Maurin : Alain Dupuy
- Jean Martinelli : Marquis Aurélien de La Pleyssardière
- Annick Roux : Arlette
- Frank David : Albert
- Elisabeth Margoni : Ottavia
- Lyne Chardonnet : Josette
- Maurice Biraud : Donatien Poutreux dit Fatalitas
- Robert Dalban : Louis Cossier
- Claude Marcault : Charlotte Maréchal
- René Havard : Larmié
- Henri-Jacques Huet : Albouy
- George Jordanidis : Yanis Reppas
- René Ratard : René
- Louis Bozon : Saint-Gall
- Michel Derain : le narrateur
- Nicole Desailly : Mme Mirou
- Bob Asklöf : Peter le Hollandais (épisode Le Marquis de la dêche)

## Fiche technique
- Scénario : Gérard Sire
- Images : Jean-Paul Rabié
- Costumes : Gisèle Tanalias
- Production : Bernard Madalenat
- Musique : Jo Moutet, thème du générique interprété par André Verchuren.

## Épisodes
1. Le Grand Bahut
2. Le Marquis de la dèche
3. Le Prisonnier d'Eskysehir
4. L'Homme du malheur
5. Les Noces de bitume
6. L'Inconnu de Salonique